# 乌尔姆地区贝卢
乌尔姆地区贝卢（法語：Bellou-en-Houlme）是法国奥恩省的一个市镇，属于阿尔让唐区（Argentan）梅塞县（Messei）。该市镇总面积38.73平方公里，2009年时的人口为1096人。

## 人口
乌尔姆地区贝卢人口变化图示